# Wasteland (jeu vidéo)
Pour les articles homonymes, voir Wasteland.
Wasteland est un jeu vidéo de rôle basé sur un futur post-apocalyptique sorti en 1988 sur Apple II, Commodore 64 et Compatible PC. Le jeu a été conçu par Alan Pavlish, Brian Fargo, Michael A. Stackpole et Ken St. Andre et programmé par Alan Pavlish. Il est produit par Interplay et édité par Electronic Arts.
Il est notamment considéré comme la source d'inspiration principale des créateurs de Fallout.

## Synopsis
Le jeu se déroule au milieu du XXe siècle, à la suite d’une guerre nucléaire entre les États-Unis et l’Union soviétique. Certaines régions sur terre sont devenues des terres dévastées (wasteland) où survivre est la principale préoccupation. Le joueur contrôle les « Rangers du désert » (Desert Rangers), un groupe paramilitaire du Nevada qui a survécu à l’holocauste nucléaire et chargé d’enquêter sur un certain nombre d’incidents dans le désert. La partie commence avec quatre personnages. Au fur et à mesure du jeu, il est possible de contrôler jusqu’à sept personnages en recrutant certains habitants et créatures du monde de Wasteland. Au cours du jeu, le joueur explore les vestiges restants de la civilisation humaine comme la ville de Las Vegas.

## Description du jeu
Les mécanismes du jeu sont directement inspirés des jeux de rôles Tunnels et Trolls et Mercenaries, Spies and Private Eyes créés par Ken St. Andre et Michael A. Stackpole. De fait, les personnages de Wasteland ont plusieurs attributs (force, intelligence et chance parmi d’autres) leur permettant de mettre à profit leurs différentes compétences et armes. L’expérience est gagnée au travers de combat et de l’utilisation des compétences. Le jeu offre la possibilité au joueur de choisir plusieurs tactiques. Pour exemple, si le joueur doit passer une porte fermée, il peut :
- Utiliser la compétence de crochetage de serrures ;
- Utiliser la compétence d’escalade ;
- Utiliser son attribut de force ;
- Forcer la porte à l’aide d’un pied de biche ;
- Faire exploser la porte avec un lance-roquette.

Wasteland est probablement le premier RPG dans lequel les personnages non joueurs n’étaient plus de simples marionnettes à contrôler. En effet, Le groupe initial des Rangers du désert va à la rencontre d’un certain nombre de PNJs au cours du jeu que le joueur peut recruter. Au contraire des autres RPG de l’époque, les PNJs peuvent refuser temporairement de donner un objet ou d’effectuer une action. Une des caractéristiques importantes du jeu est d’avoir inclus un ensemble de paragraphes imprimés dans un manuel séparé qu’il est demandé de lire à certains moments appropriés. Ces paragraphes décrivent les rencontres, les conversations entre les personnages, contiennent des indices et ajoutent du relief à l’histoire. Ces paragraphes écrits économisaient des ressources et servaient aussi de forme rudimentaire de protection contre la copie, de telle sorte que quelqu’un jouant à une version copiée du jeu manquait une grande partie de l’histoire, et les indices nécessaires pour progresser.

## Accueil
En 1988, le jeu est élu « jeu d’aventure de l’année » par le magazine Computer Gaming World. Le même magazine l’inclut dans son « Hall of Fame » en 1993 puis le classe neuvième de son classement des 150 meilleurs jeux de tous les temps en 1996.

## Suite
En 2012, Brian Fargo annonce une suite : Wasteland 2, sorti le 9 septembre 2014.
Wasteland 3 est sorti le 28 aout 2020.